# بسقلا
بسقلا قرية سورية تتبع ناحية كفرنبل في منطقة معرة النعمان في محافظة إدلب. بلغ عدد سكانها 2,673 نسمة في عام 2004 حسب إحصاء المكتب المركزي للإحصاء.
تقع إلى الغرب من مدينة معرة النعمان بحوالي 10كم وجنوب كفرنبل بحوالي 1كم. فيها آثار من العهد الروماني، تشتهر بكروم التين والزيتون.